# Búnker (politica)
Il búnker il nome dato alla posizione politica di estrema destra emersa in Spagna durante il tardo regime franchista e la Transizione, sostenuta da personalità conservatrici che, dopo la morte di Franco, rifiutarono assolutamente qualsiasi riforma, difendendo invece la continuità del Movimiento Nacional. La rivista di riferimento fu El Alcázar. Il termine si riferisce alla strenua resistenza opposta da Hitler fino all'ultimo momento nel bunker di Berlino.
Secondo lo storico José Luis Rodríguez Jiménez: 
I suoi tre principali rappresentanti furono i neofranchisti José Antonio Girón de Velasco, Raimundo Fernández Cuesta e Blas Piñar.

## Membri
A capo del movimento c'era l'ex Ministro del lavoro, il falangista José Antonio Girón de Velasco,e accanto a lui, correnti sia dell'esercito (Carlos Iniesta Cano, Milans del Bosch, Fernando de Santiago, Alfonso Pérez-Viñeta) sia della Chiesa (Hermandad Sacerdotal Española e nomi come Fernando Quiroga Palacios o José Guerra Campos) che della politica, incarnata dalla Falange Española (José Luis Arrese, Raimundo Fernández-Cuesta, Tomás García Rebull, Juan García Carrés, Luis Valero Bermejo, ecc.) e dall'organizzazione Fuerza Nueva di Blas Piñar.

## Storia

### Origine
Il termine fu usato per la prima volta nel 1968 in un articolo pubblicato sul quotidiano ABC dal suo direttore, Torcuato Luca de Tena, per indicare coloro che si opponevano all'evoluzione del regime franchista e all'apertura all'Europa. Tuttavia, l'uso del termine búnker per indicare il gruppo di estremisti di destra fu reso popolare da Santiago Carrillo, che lo adottò in un articolo intitolato O la libertad o el búnker, sottintendendo che il rifiuto di intraprendere il cammino della democrazia avrebbe significato per i difensori della dittatura una fine simile a quella di Adolf Hitler nel bunker di Berlino, che alla fine finì con l'essere la sua tomba.
Il búnker nacque nel 1974, l'anno prima della morte di Francisco Franco, anche se alcuni autori ne fanno risalire la genesi al 1970, in concomitanza con i primi segni di esaurimento del regime e le voci che ne chiedevano a gran voce il rinnovamento, identificando il movimento con la figura di Luis Carrero Blanco, che per alcuni mesi fu a capo del governo.

### Azioni
I membri del búnker si opposero sistematicamente, in modi diversi, a tutti i passi compiuti nello sviluppo della transizione spagnola dalla dittatura alla democrazia, a partire dall'avversione al cosiddetto Spirito del 12 febbraio e al suo eventuale corollario, la Legge delle associazioni politiche, avversione che sii espresse attraverso articoli d'opinione sui media, il più importante dei quali fu quello firmato da Girón de Velasco sul quotidiano Arriba il 28 aprile 1974, noto come Gironazo, che mise fine a qualsiasi tentativo di riforma e provocò il licenziamento del Ministro dell'informazione e del turismo, Pío Cabanillas.
Sempre il 28 aprile il Nuevo Diario diede alle stampe un'intervista al tenente generale Tomás García Rebull, un altro membro di spicco del búnker, in cui affermò:
 
Dichiarò anche che dietro l'assassinio di Carrero Blanco c'era la Massoneria. Quando gli fu chiesto su cosa basasse la sua affermazione, rispose: 
Prima della morte di Franco c'erano ancora pressioni affinché la Corona non andasse al designato Juan Carlos, ma a suo cugino Alfonso di Borbone Dampierre5 che all'epoca era sposato con la nipote del dittatore María del Carmen Martínez-Bordiú y Franco. Per questo motivo, l'operazione ebbe l'appoggio del padre di lei, Cristóbal Martínez-Bordiú, e della nonna di lei, Carmen Polo.
Dopo la morte di Franco, il búnker cercò di impedire tutti i cambiamenti che si verificarono sulla strada della democratizzazione e secolarizzazione dello Stato.
Furono evidenziate le connessioni del búnker con i successivi tentativi di rovesciare il sistema democratico che cominciava a prendere forma in Spagna negli anni Settanta, in particolare con gli eventi del 1978, 1979, 1980 e 23 febbraio 1981.